# Torneio Quadrangular de Buenos Aires
O Torneio Quadrangular de Buenos Aires, também conhecido como Copa Amistad, foi um torneio amistoso de futebol disputado na Argentina.
Teve como representantes o Santos, Boca Juniors, Real Madrid e o River Plate. Como o Real Madrid se recusou a jogar com o Santos, o time de Vila Belmiro foi campeão enfrentando o Boca e o River.

## Participantes
- Boca Juniors
- Real Madrid (desistiu)
- River Plate
- Santos

## Tabela[1]
| 8 de agosto | Boca Juniors | 1 - 4 | Santos                                  | Estádio La Bombonera, Buenos Aires |
|             | Menendez 72' |       | Pelé 10', 26' · Lima 28' · Coutinho 89' | Árbitro: Roberto Goicochea         |

- Expluso: Alfredo Rojas
- Boca Juniors: Errea; Silvero, Marzolini e Simeone; Rilo e Silveira; Almir, Menendez, Alfredo Rojas, Gonzaléz e Pianeti. Técnico: Rossi
- Santos: Gilmar; Carlos Alberto, Mauro, Orlando e Geraldino; Zito e Lima; Dorval (Toninho), Coutinho, Pelé e Abel (Pepe). Técnico: Lula[3][4]

| 8 de agosto | River Plate | 0 - 0 | Real Madrid |  |
|             |             |       |             |  |

| 12 de agosto | River Plate | 1 - 2 | Santos                    | Estádio Monumental de Nuñez, Buenos Aires       |
|              | Sarnari 8'  |       | Coutinho 10' · Dorval 22' | Renda: Cr$ 41.000.000,00 Árbitro: Angel Coereza |

- Expulso: Zito
- River Plate: Gatti; Bonczuk (Minore) e Grispo; Sainz, Cap e Matosas; Solari (Montiveri), Sarnari, Lallana, Delem e Cubilla.
- Santos: Gilmar; Carlos Alberto, Mauro (Joel), Orlando e Geraldino; Zito e Lima; Dorval (Toninho), Coutinho, Pelé e Abel (Pepe). Técnico: Lula

| 12 de agosto | Boca Juniors | 1 - 3 | Real Madrid |  |
|              |              |       |             |  |